# Марубиу
Мару̀биу (на италиански и на сардински: Marrubiu) е малко градче и община в Южна Италия, провинция Ористано, автономен регион и остров Сардиния. Разположено е на 7 m надморска височина. Населението на общината е 4988 души (към 2010 г.).